# پالسل پلیس (آریزونا)
پالسل پلیس (به انگلیسی: Paulcell Place) یک منطقهٔ مسکونی در ایالات متحده آمریکا است که در آریزونا واقع شده است. پالسل پلیس ۱٬۶۱۹ متر بالاتر از سطح دریا واقع شده است.